# Orthoperus intersitus
Orthoperus intersitus là một loài bọ cánh cứng trong họ Corylophidae. Loài này được Bruce miêu tả khoa học đầu tiên năm 1951.